# Neferkamin Anu
Neferkamin Anu, auch Neferkamin II., war ein altägyptischer König (Pharao) der 8. Dynastie (Erste Zwischenzeit). Der Name des Königs wird bisher nur so in der Königsliste von Abydos (Sethos I.) genannt. Dort erscheinen der Thron- und Eigenname gemeinsam in Kartusche Nr. 52. Nach William C. Hayes ist dieser identisch mit dem König Nr. IV./9 des Königspapyrus Turin, wo er allerdings nur Nefer genannt wird.